# Hettenhausen (Gersfeld)
Hettenhausen ist ein Stadtteil von Gersfeld (Rhön) im osthessischen Landkreis Fulda.

## Geographische Lage
Das Dorf liegt westlich der Kernstadt Gersfeld in der Rhön. Der Ort hat eine Haltestelle an der Bahnstrecke Fulda–Gersfeld. Durch Hettenhausen verläuft die Bundesstraße 279.

## Geschichte

### Ortsgeschichte
Die älteste bekannte schriftliche Erwähnung von Altenfeld erfolgte im Jahr 956.
Für 1453 ist eine St. Georgskirche beurkundet. Von den hier einst begüterten Adeligen zeugt das 1768 erbaute sogenannte Jagdhaus der Herren von Ebersberg, später "Schwesternhaus". 1909 wurde eine Schule erbaut. In dem Gebäude ist heute die Astrid-Lindgren-Grundschule untergebracht. Vom 18. Jahrhundert bis um 1920 existierte in Hettenhausen eine jüdische Gemeinde.
Zum 31. Dezember 1971 wurde die bis dahin selbständige Gemeinde Hettenhausen im Zuge der Gebietsreform in Hessen auf freiwilliger Basis in die Stadt Gersfeld eingemeindet.
Für den Stadtteil Hettenhausen wurde, wie für die übrigen nach Gersfeld eingegliederten Gemeinden, ein Ortsbezirk
eingerichtet.

### Verwaltungsgeschichte im Überblick
Die folgende Liste zeigt die Staaten und Verwaltungseinheiten, denen Hettenhausen angehört(e):
- vor 1803: Heiliges Römisches Reich, Fürstabtei Fulda, Amt Weyhers
- 1803–1806: Heiliges Römisches Reich, Fürstentum Nassau-Oranien-Fulda, Fürstentum Fulda,[Anm. 2] Amt Weyhers
- 1806–1810: Kaiserreich Frankreich,[Anm. 3] Fürstentum Fulda (Militärverwaltung)
- 1810–1813: Großherzogtum Frankfurt, Departement Fulda, Distrikt Weyhers
- ab 1814: Königreich Bayern, Landgerichtsbezirk Weyhers
- ab 1816: Königreich Bayern,[Anm. 4] Untermainkreis, Landgerichtsbezirk Weyhers
- ab 1838: Königreich Bayern, Kreis Unterfranken und Aschaffenburg, Landgerichtsbezirk Weyhers
- ab 1843: Königreich Bayern, Regierungsbezirk Unterfranken und Aschaffenburg
- ab 1862: Königreich Bayern, Regierungsbezirk Unterfranken, Bezirksamt Gersfeld[Anm. 5]
- ab 1866: Norddeutscher Bund, Königreich Preußen,[Anm. 6] Provinz Hessen-Nassau, Regierungsbezirk Kassel, Kreis Gersfeld
- ab 1871: Deutsches Reich,  Königreich Preußen, Provinz Hessen-Nassau, Regierungsbezirk Kassel, Kreis Gersfeld
- ab 1918: Deutsches Reich, Freistaat Preußen, Provinz Hessen-Nassau, Regierungsbezirk Kassel, Kreis Gersfeld
- ab 1932: Deutsches Reich, Freistaat Preußen, Provinz Hessen-Nassau, Regierungsbezirk Kassel, Landkreis Fulda
- ab 1944: Deutsches Reich, Freistaat Preußen, Provinz Kurhessen, Landkreis Fulda
- ab 1945: Amerikanische Besatzungszone,[Anm. 7] Groß-Hessen, Regierungsbezirk Kassel, Landkreis Fulda
- ab 1946: Amerikanische Besatzungszone, Hessen, Regierungsbezirk Kassel, Landkreis Fulda
- ab 1949: Bundesrepublik Deutschland, Hessen, Regierungsbezirk Kassel, Landkreis Fulda
- ab 1972: Bundesrepublik Deutschland, Hessen, Regierungsbezirk Kassel, Landkreis Fulda, Stadt Gersfeld

## Bevölkerung

### Einwohnerentwicklung
- 1812: 086 Feuerstellen, 690 Seelen[1]

| Hettenhausen: Einwohnerzahlen von 1812 bis 2020 | Hettenhausen: Einwohnerzahlen von 1812 bis 2020 | Hettenhausen: Einwohnerzahlen von 1812 bis 2020 | Hettenhausen: Einwohnerzahlen von 1812 bis 2020 | Hettenhausen: Einwohnerzahlen von 1812 bis 2020 |
| --- | ----------------------------------------------- | ----------------------------------------------- | ----------------------------------------------- | ----------------------------------------------- |
| Jahr |                                                 |                                                 |                                                 | Einwohner                                       |
| 1812 | 1812                                            |                                                 | 690                                             | 690                                             |
| 1834 | 1834                                            |                                                 | 832                                             | 832                                             |
| 1840 | 1840                                            |                                                 | 918                                             | 918                                             |
| 1846 | 1846                                            |                                                 | 880                                             | 880                                             |
| 1852 | 1852                                            |                                                 | 839                                             | 839                                             |
| 1858 | 1858                                            |                                                 | 862                                             | 862                                             |
| 1864 | 1864                                            |                                                 | 882                                             | 882                                             |
| 1871 | 1871                                            |                                                 | 763                                             | 763                                             |
| 1875 | 1875                                            |                                                 | 765                                             | 765                                             |
| 1885 | 1885                                            |                                                 | 789                                             | 789                                             |
| 1895 | 1895                                            |                                                 | 824                                             | 824                                             |
| 1905 | 1905                                            |                                                 | 786                                             | 786                                             |
| 1910 | 1910                                            |                                                 | 760                                             | 760                                             |
| 1925 | 1925                                            |                                                 | 810                                             | 810                                             |
| 1939 | 1939                                            |                                                 | 863                                             | 863                                             |
| 1946 | 1946                                            |                                                 | 1.158                                           | 1.158                                           |
| 1950 | 1950                                            |                                                 | 1.117                                           | 1.117                                           |
| 1956 | 1956                                            |                                                 | 1.099                                           | 1.099                                           |
| 1961 | 1961                                            |                                                 | 1.038                                           | 1.038                                           |
| 1967 | 1967                                            |                                                 | 1.040                                           | 1.040                                           |
| 1970 | 1970                                            |                                                 | 990                                             | 990                                             |
| 1980 | 1980                                            |                                                 | ?                                               | ?                                               |
| 1990 | 1990                                            |                                                 | ?                                               | ?                                               |
| 2000 | 2000                                            |                                                 | 1.138                                           | 1.138                                           |
| 2005 | 2005                                            |                                                 | 1.113                                           | 1.113                                           |
| 2010 | 2010                                            |                                                 | 1.059                                           | 1.059                                           |
| 2011 | 2011                                            |                                                 | 987                                             | 987                                             |
| 2015 | 2015                                            |                                                 | 949                                             | 949                                             |
| 2020 | 2020                                            |                                                 | 910                                             | 910                                             |
| Datenquelle: Historisches Gemeindeverzeichnis für Hessen: Die Bevölkerung der Gemeinden 1834 bis 1967. Wiesbaden: Hessisches Statistisches Landesamt, 1968. Weitere Quellen: LAGIS:; Nach 1970 Stadt Gersfeld:; Zensus 2011 |                                                 |                                                 |                                                 |                                                 |

### Einwohnerstruktur 2011
Nach den Erhebungen des Zensus 2011 lebten am Stichtag dem 9. Mai 2011 in Hettenhausen 987 Einwohner. Darunter waren 15 (1,5 %) Ausländer. Nach dem Lebensalter waren 180 Einwohner unter 18 Jahren, 381 zwischen 18 und 49, 216 zwischen 50 und 64 und 213 Einwohner waren älter. Die Einwohner lebten in 426 Haushalten. Davon waren 126 Singlehaushalte, 120 Paare ohne Kinder und 135 Paare mit Kindern, sowie 42 Alleinerziehende und 6 Wohngemeinschaften. In 102 Haushalten lebten ausschließlich Senioren und in 279 Haushaltungen lebten keine Senioren.

### Historische Religionszugehörigkeit
| • 1885: | 719 evangelische (= 91,1 %), 25 katholische (= 3,2 %), 45 jüdische (= 5,7 %) Einwohner |
| • 1961: | 915 evangelische (= 88,2 %), 116 katholische (= 11,2 %) Einwohner                      |

## Politik

### Ortsbeirat
Für Hettenhausen besteht ein Ortsbezirk (Gebiete der ehemaligen Gemeinde Hettenhausen) mit Ortsbeirat und Ortsvorsteher nach der Hessischen Gemeindeordnung. Der Ortsbeirat besteht aus fünf Mitgliedern. Bei den Kommunalwahlen in Hessen 2021 betrug die Wahlbeteiligung zum Ortsbeirat 62,00 %. Alle Kandidaten gehörten der „Bürgerliste Hettenhausen“ an. Der Ortsbeirat wählte Julian Kreiß zum Ortsvorsteher.

### Wappen
Am 9. April 1970 wurde der Gemeinde Hettenhausen ein Wappen mit folgender Blasonierung verliehen: In einem von Blau und Silber gespaltenen Schild eine heraldische Lilie in verwechselten Farben.

## Verkehr
Hettenhausen liegt an der Bahnstrecke Fulda-Bronnzell–Gersfeld (Rhönbahn des RMV).